# Rotorfly
Et rotorfly er et luftfartøj som anvender aerodynamisk opdrift genereret af vinger, kaldet rotorblade, som drejer omkring en mast. Adskillige rotorblade monteret på en enkelt mast kaldes en rotor. International Civil Aviation Organization (ICAO) definerer et rotorfly som "flystøttet af reaktionen af luft på en eller flere rotorer". 
Rotorfly omfatter generelt de luftfartøjer hvor en flere rotorer er nødvendig for at yde dynamisk opdrift under hele flyvningen, såsom:
- Helikopter
- Autogyro
- Gyrodyne
- Quadrokopter
- Multikoptere:
  - Hexakopter

Rotorflyhybrider kan også omfatte yderligere fremdriftsmotorer eller propeller og statiske opdriftsflade vinger.